# Rotaria tardigrada
Rotaria tardigrada is een soort in de taxonomische indeling van de raderdieren (Rotifera). 
Het dier behoort tot het geslacht Rotaria en behoort tot de familie Philodinidae. De wetenschappelijke naam van de soort werd voor het eerst geldig gepubliceerd in 1830 door Ehrenberg.